# Киселёвские водопады
Киселёвские водопады — каскад водопадов в южной части полуострова Камчатка.
Находится к западу от города Петропавловска-Камчатского, до которого 41 км по прямой.
Расположены на центральном истоке реки Водопадной. Река образует каскад из 3 крупных водопадов. Несколько выше нижнего водопада реки Водопадной, с южной стороны ущелья, в него с высоты 20 м падает большой ручей. Выше по ручью есть ещё несколько водопадов.
Популярный туристический объект.